# Pascal Cherbero
Pascal Cherbero est un industriel de l'espadrille né en 1847 à Mauléon-Licharre et mort en 1914 également à Mauléon-Licharre. Dans cette ville, il a fait passer cette activité du stade artisanal au stade industriel.

## Les débuts
Pascal Cherbero nait à Mauléon-Licharre le 11 janvier 1847 en la maison Bélaspectaenea du quartier de la Haute-Ville. Il est le fils de Pierre Cherbero de Barcus (instituteur sur son acte de mariage en 1845)et journalier puis forgeron à la Haute-Ville. Il fait ses études primaires à la maison Planterose de la Haute-Ville ou peut être au collège saint François (courrier trouvé aux archives de l usine Cherbero ou un ancien élève se souvient l'avoir croisé)  près duquel il construira son usine.
Le jour  de leur mariage le 10 11 1845 ses parents déclarent un enfant, Pierre dit aussi Joseph Cherbero né le 17 12 1830 a Barcus .Ce frère est déclaré décédé a Montevideo le 09 08 1856 (acte notarié annonce faite par Charles Domecq mandataire demeurant a Montevideo); Pascal a 9 ans .La légende de son départ du Pays basque pour rejoindre son frère s’arrête là .Il certainement bénéficié de la bonne éducation donné par son père et son gout pour la mécanique et l'industrialisation de son usine par son premier métier de forgeron.Il deviendra rapidement sandalier (en 1874 il est déjà cité sandalier au journal officiel de la république, médaillé 2e classe pour avoir sauté dans le gave pour sauver une femme , source bnf)
Il épouse en 1876 Marie Arroquiet de Gotein ,sur le contrat de mariage il possède déjà en bien propre une forge, des bâtiments, et des marchandises de son état de sandalier pour une valeur de 20.000 francs,
son épouse apportant 4000 francs en dot.Il est alors associé avec joseph Dudoy.

## Le développement
Il quitte son quartier natal et sa forge qui étaient situés à la Haute-Ville dans la maison à arcades au no 7 de l’actuelle rue des Déportés.Il s'installe dans la rue Labat au quartier de la Basse-Ville, en louant la maison Carrique puis installe ses premiers ateliers en face de sa future usine (clinique Bouchet perception actuellement ?)associé avec d'autres fabricants (Laplace et David)et surtout le soutien financier de Louis Detcheverry banquier (actes notariés 1883 1888 1889) qui deviendra Detcheverry et cie et participera activement au développement de l'entreprise  .Il devient seul propriétaire de son usine
en 1879 1880 et fait construire sa maison en 1882 (acte notarié), rue Victor-Hugo actuelle, où vont naitre trois de ses enfants, Julien l'ainée est né maison Bardos en 1877. 
L'inventaire annuel en fin d'exercice de Pascal Cherbero, établi en juillet 1883, fait état d’un actif net de 272 966 francs. Cela prouve qu’en dix ans d’association avec différents partenaires,et en travaillant beaucoup  Pascal Cherbero a su faire fructifier son capital dans la fabrication de sandales.
Avec diverses rentrées d'argent, il développe son entreprise à une époque où la demande d’espadrilles est forte : celle des Basques émigrés en Amérique du Sud dans les années 1860, celle des mines du nord de la France dans les années 1880-90. C'est l'âge d’or de l’industrie de l’espadrille à Mauléon. Les ateliers à domicile se transforment en usines mécanisées faisant travailler des centaines d’ouvriers comme le montrent les photos de l'époque.
En 1892 il acquiert le droit d’établir une usine sur les terrains appartenant à l’évêché et qu’il achète en 1893 à la mairie de Mauléon. Dès 1899, il reçoit l’autorisation d’exploiter l’Énergie hydroélectrique du futur barrage.Pascal Cherbero fait construire  la digue que l’on voit encore aujourd'hui sur le gave du Saison à Mauléon, juste en amont du Pont du Collège. Il fait construire des bâtiments industriels pour ses usines le long du gave de 1895 à 1906 selon les plans de l’architecte Abadie.  Il reçoit l'aide à partir de 1905 de Jacques Gorre (1878-1957), d'origine parisienne et ingénieur de l'École nationale des ponts et chaussées. C'est en venant auprès de son frère Albert,futur  maire de Jurançon que Jacques Gorre épousera en 1905 Marie Cherbero (1883-1969).
En 1909, l’usine occupe une surface de 6 000 mètres carrés. Elle produit annuellement une moyenne de 250 000 douzaines d’espadrilles, représentant une valeur de 1 700 000 à 1 800 000 francs. Elle paie plus de 500 000 francs de salaires à 450 ouvriers, surtout des femmes, en majorité espagnoles, qui quittent Mauléon au 1er mai, rentrent chez elles pour se livrer aux travaux des champs, et reviennent du 15 octobre au 1er novembre ; ce sont les « saisonnières », que les gens du pays appellent poétiquement les « palombes d’hiver ».
Avant 1914, l’entreprise Cherbero est la plus importante de Mauléon avec ses 800 à 1000 employés sur les 1585 ouvriers de la ville.
Pascal Cherbero devient conseiller municipal en 1892-96 (municipalité de Souhy) et en 1904-14 (municipalités de Souhy démissionnaire au profit de Heugas en 1905) ainsi qu'adjoint au maire Heugas en 1908-12. Pascal Cherbero est aussi l’un des deux premiers propriétaires de voitures automobiles de Mauléon.
Les bâtiments des usines disparaissent dans un incendie en 1974. Elles ont fait place à la résidence HLM des Berges du Gave et au jardin public attenant appelé Parc Cherbero. En 2013, la municipalité le réhabilite en jardin public. Il ne reste aujourd'hui que la maison Cherbero où étaient décédées la belle-mère de l'industriel en 1887, sa mère en 1890 et où devaient mourir sa femme en 1899 et enfin Pascal Cherbero lui-même en mai 1914.

## Source
Association Ikerzaleak, Maison du Patrimoine, 64130 Mauléon Licharre : http://ikerzaleak.wordpress.com/

Et plus particulièrement l'article de Joël Larroque : https://ikerzaleak.files.wordpress.com/2013/11/pascal-cherbero.pdf
Bruno Gorre 64120 Saint-Palais